# Öksjö
Öksjö är en sjö i Raseborgs stad i Finland.   Den ligger i landskapet Nyland, i den södra delen av landet, 80 km väster om huvudstaden Helsingfors. Öksjö ligger 77 meter över havet. I omgivningarna runt Öksjö växer i huvudsak barrskog. Arean är 10 hektar och strandlinjen är 2,72 kilometer lång. Sjön  ingår i Skärgårdshavets kustområde, Åland. 